# گابن در المپیک تابستانی ۲۰۲۴
کاروان المپیکی گابن، یکی از کاروان‌های شرکت‌کننده در بازی‌های المپیک تابستانی ۲۰۲۴ بود. این دوره از بازی‌ها از ۲۶ ژوئیه تا ۱۱ اوت ۲۰۲۴ (۵ تا ۲۱ امرداد ۱۴۰۳ خورشیدی) به میزبانی پاریس، پایتخت فرانسه برگزار شد. این دوره، دوازدهمین حضور کاروان گابن در المپیک بود. گابنی‌ها برای سومین دوره پیاپی از کسب مدال بازماندند.
این کاروان پس از نخستین حضور در المپیک ۱۹۷۲، به جز در دو دوره (المپیک ۱۹۷۶ مونترال در‌‌ پی تحریم کانگولیز و المپیک ۱۹۸۰ مسکو در پی حمایت از تحریم شوروی توسط ایالات متحده) شرکت کرده است.

## شرکت‌کنندگان
فهرست زیر به ورزشکاران این کاروان اشاره دارد.
| ورزش        | مردان | زنان | مجموع |
| ----------- | ----- | ---- | ----- |
| دو و میدانی | ۱     | ۰    | ۱     |
| جودو        | ۰     | ۱    | ۱     |
| شنا         | ۱     | ۱    | ۲     |
| تکواندو     | ۰     | ۱    | ۱     |
| مجموع       | ۲     | ۳    | ۵     |